# Масляков, Георгий Гаврилович

Бюст Георгия Маслякова, Нижний Новгород

Масляко́в Гео́ргий Гаври́лович (1925—1943) — Герой Советского Союза, пулемётчик пулемётной роты 234-го гвардейского стрелкового полка 76-й гвардейской стрелковой дивизии 61-й армии Центрального фронта, гвардии красноармеец.

## Биография
Георгий Гаврилович Масляков родился в городе Нижний Новгород 1 апреля 1925 года в семье служащего. Учился в 23-й школе Нижнего Новгорода. В 1943 году вступил в комсомол. После окончания школы был призван в Красную Армию и направлен на учёбу в Винницкое пехотное училище. На фронтах Великой Отечественной войны с сентября 1943 года.
Подвиг
Свой первый бой красноармеец Георгий Масляков принял в составе 2-й роты 234-го гвардейского Черноморского стрелкового полка возле села Халявин. После освобождения Чернигова полк вышел к Днепру. 28 сентября Масляков в составе группы из 9 человек форсировал Днепр для захвата плацдарма и обеспечения переправы полка через реку. Высадка десанта осуществлялась в дождливую погоду, и противник заметил десантников только уже при подходе к берегу. Гитлеровцы открыли пулемётно-ружейный огонь, а также огонь из артиллерийского орудия, но десантники сумели высадиться на берег. Пулемётчики Болодурин и Масляков уничтожили расчёт орудия, а бойцы, ворвавшись в траншею, уничтожали солдат противника. Захваченное орудие было использовано против контратакующих солдат противника. Бой шёл в течение дня, дав возможность высадить на правом берегу остальные части полка. Командир десанта Курманов и трое бойцов, в том числе и Георгий Масляков, в этом бою погибли. На поле боя осталось около 150 солдат противника.
Указом Президиума Верховного Совета СССР «О присвоении звания Героя Советского Союза генералам, офицерскому, сержантскому и рядовому составу Красной Армии» от 15 января 1944 года за «образцовое выполнение боевых заданий командования по форсированию реки Днепр и проявленные при этом мужество и героизм» удостоен звания Героя Советского Союза (посмертно).
Этим же Указом звания Героя Советского Союза были удостоены его сослуживцы Иван Петрович Болодурин, Генрих Иосипович Гендреус, Алексей Васильевич Голоднов, Иван Александрович Заулин, Акан Курманов, Арсентий Васильевич Матюк, Василий Александрвич Русаков и Пётр Сергеевич Сафронов.

## Память
- Похоронен в братской могиле в селе Мысы Черниговской области.
- В 1965 году переулок Прядильный в Горьком был переименован в улицу Маслякова.
- 2 школы в Нижнем Новгороде носят имя Героя.
- Бюст героя установлен в Нижнем Новгороде во дворе Лицея № 40 по ул. Варварской, 15А.[2]
- Именем Героя было названо сухогрузное судно на Волге.